# پوکا کاکا (مونتیکوچا)
پوکا کاکا (به اسپانیایی: Puka Qaqa) یک کوه در پرو است که در Peru, Lima Region, Cajatambo Province واقع شده‌است. پوکا کاکا ۴٬۸۰۰ متر بالاتر از سطح دریا واقع شده‌است.